# 福島駅 (阪神)

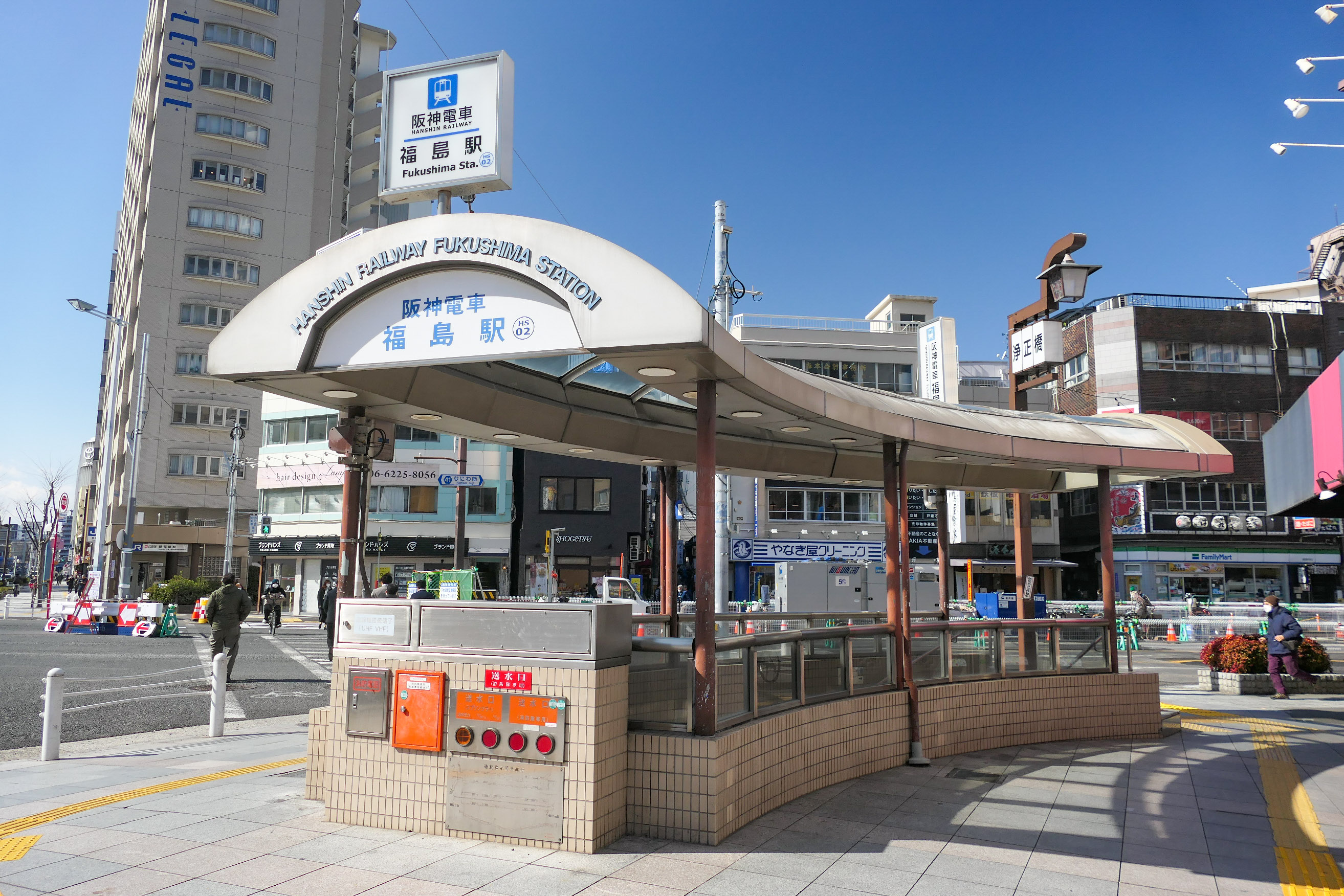
2番出入口(西口)

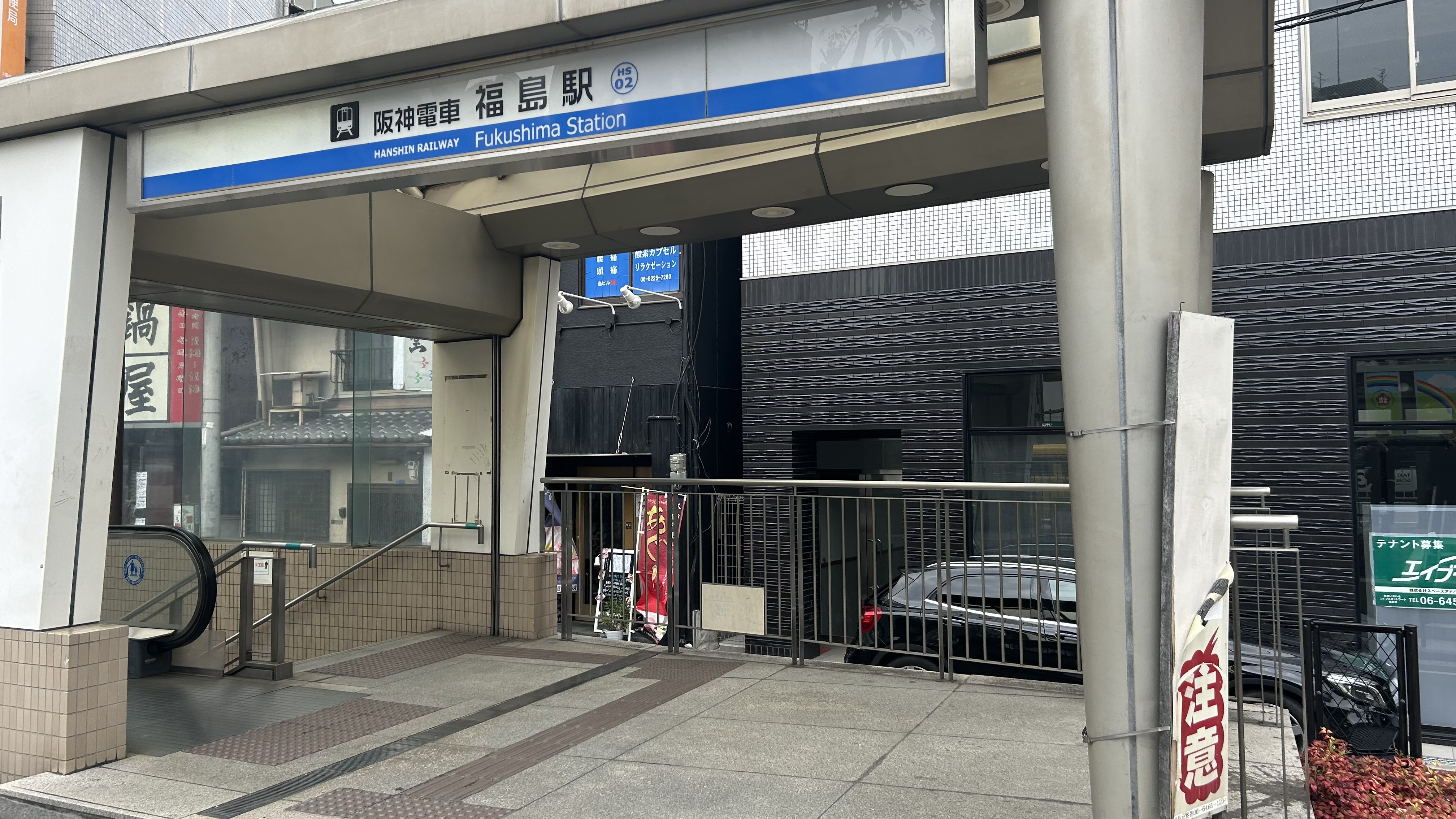
3番出入口(西口)

福島駅（ふくしまえき）は、大阪府大阪市福島区福島五丁目にある、阪神電気鉄道本線の駅。駅番号はHS 02。
普通・区間急行の停車駅である。

## 当駅から接続する鉄道路線
以下の駅と近接しており、乗り換えが可能である。
- 西日本旅客鉄道（JR西日本）
  - 大阪環状線 - 福島駅
  - JR東西線 - 新福島駅
- 京阪電気鉄道
  - 中之島線 - 中之島駅[2]

当駅到着時にはいずれの路線の乗り換え案内も行われないが、駅出口案内には各駅への最寄出口が表示されている。なお、JR新福島駅はなにわ筋を挟んで向かい（西側）にある地下駅だが地下では繋がっておらず、一度地上に出る必要がある。

## 歴史
- 1905年（明治38年）4月12日：阪神本線の開業と同時に開業。当時は地上駅で、現在のラグザ大阪が建つ場所に駅があった。
- 1945年（昭和20年）：戦禍により営業休止。
- 1948年（昭和23年）10月26日：営業再開。同時に当駅の300m梅田寄りにあった出入橋駅を廃止。
- 1993年（平成5年）9月5日：本線地下化によりJR西日本福島駅南側から100mの国道2号線地下に移転、地下駅となる[4][5]。
- 1999年（平成11年）4月11日：急行停車駅に昇格。
- 2009年（平成21年）3月20日：急行停車を取りやめ（同時に本線準急も休止）、代わって区間急行の停車駅となる。
- 2014年（平成26年）4月1日：駅番号導入。

## 駅構造
相対式ホーム2面2線を有する地下駅。ホーム有効長は8両編成分あるが、整備・供用されているのは6両編成分となっている。分岐器や絶対信号機を持たないため、停留所に分類される。改札口は東西に各1か所設けられているが、両改札は地下1階のコンコースで繋がっており、乗降人員の割には改札内は大きな空間を持っている。阪神電気鉄道開業100周年の年には、当時の出入橋駅を再現した模型が展示されていたこともある。
トイレは改札内中ほどにある。
当駅の到着前に車内放送では「次は 福島 ラグザ大阪・ホテル阪神前」と案内されている。駅名標にも「ラグザ大阪前」の副駅名表記があったが、新デザインの駅名標導入に際して同表記は消えている。
地上駅の跡地にはホテル阪神、地上線跡地には交番、商業ビルなどが建っている。

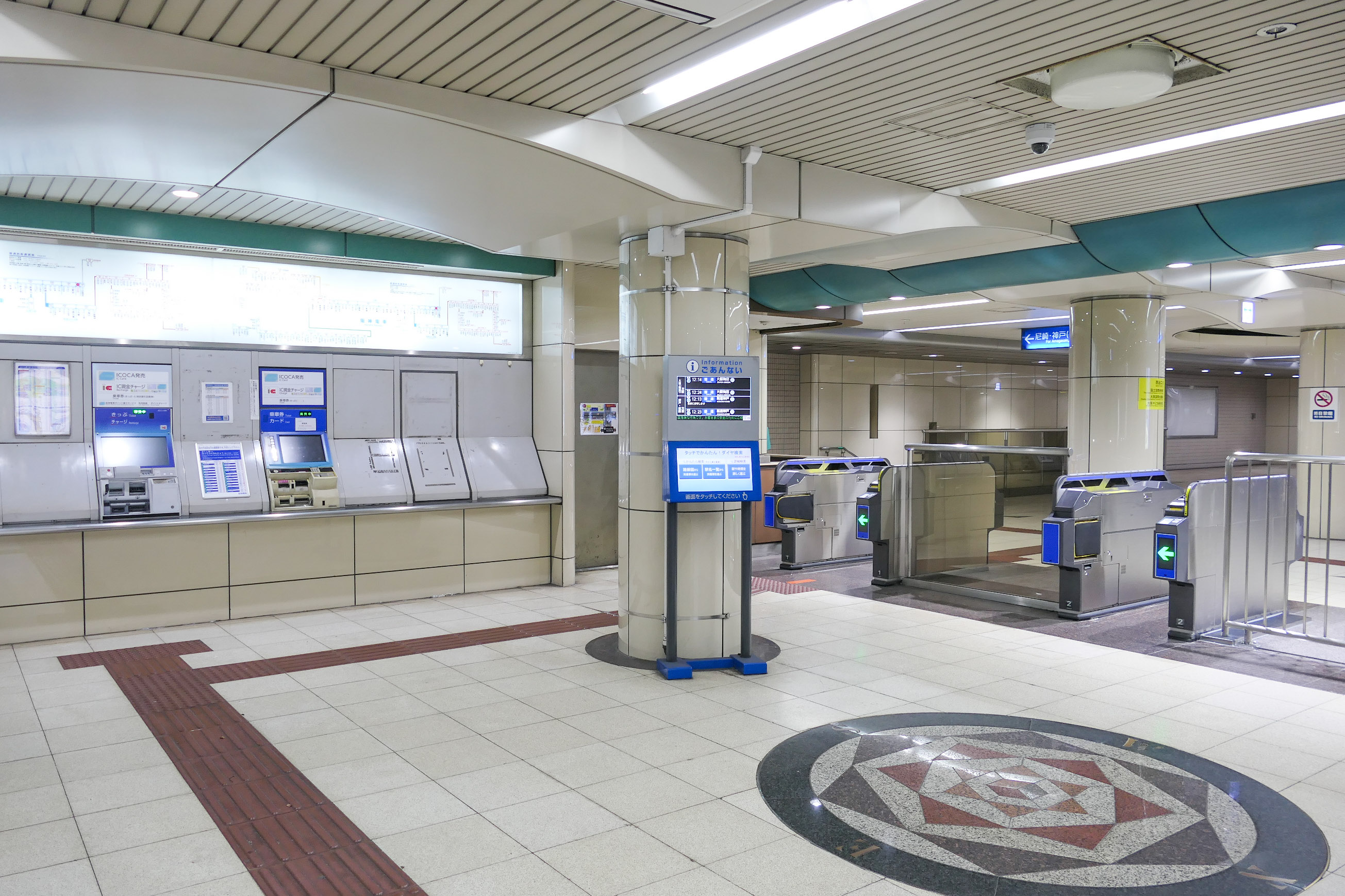
東改札口
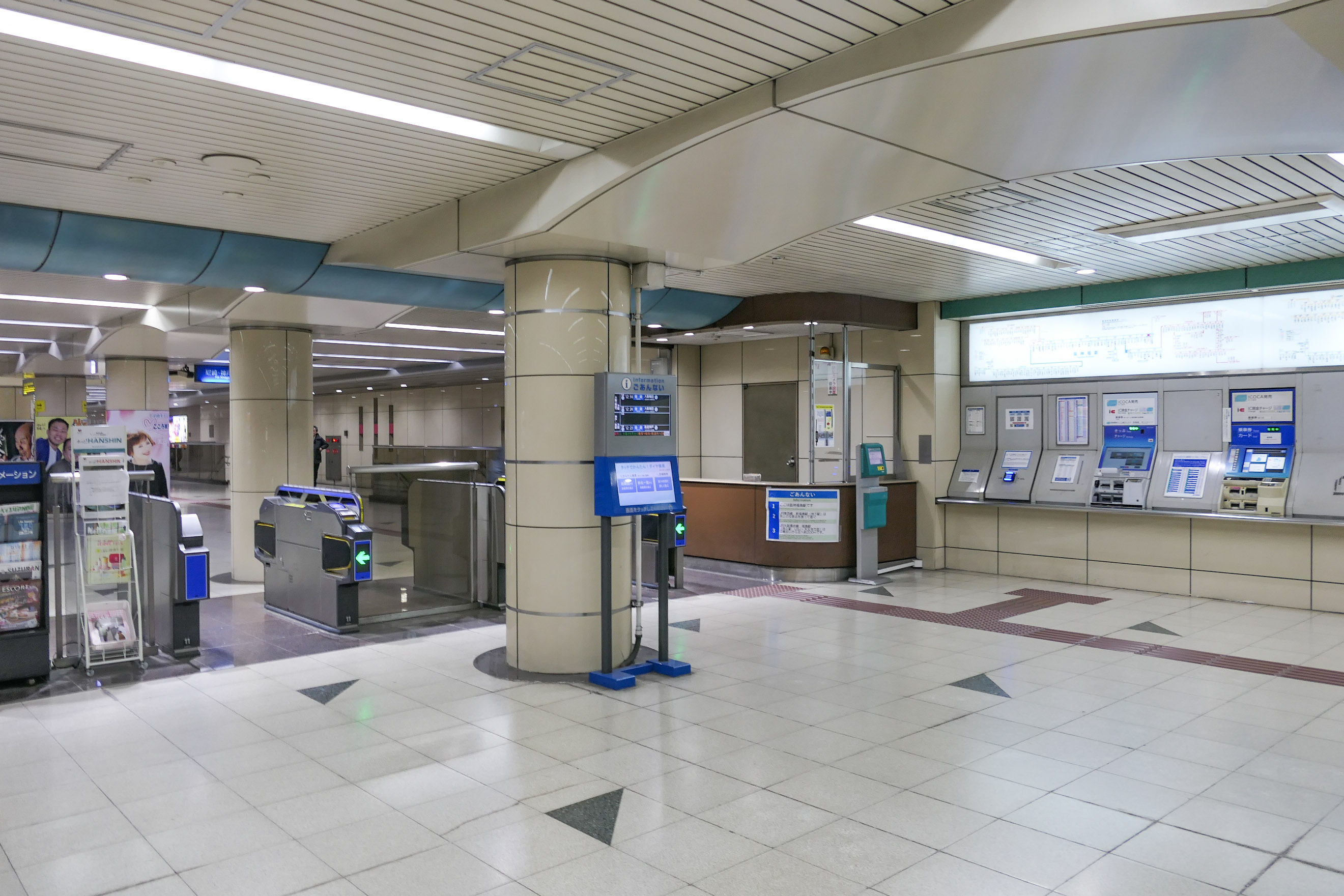
西改札口
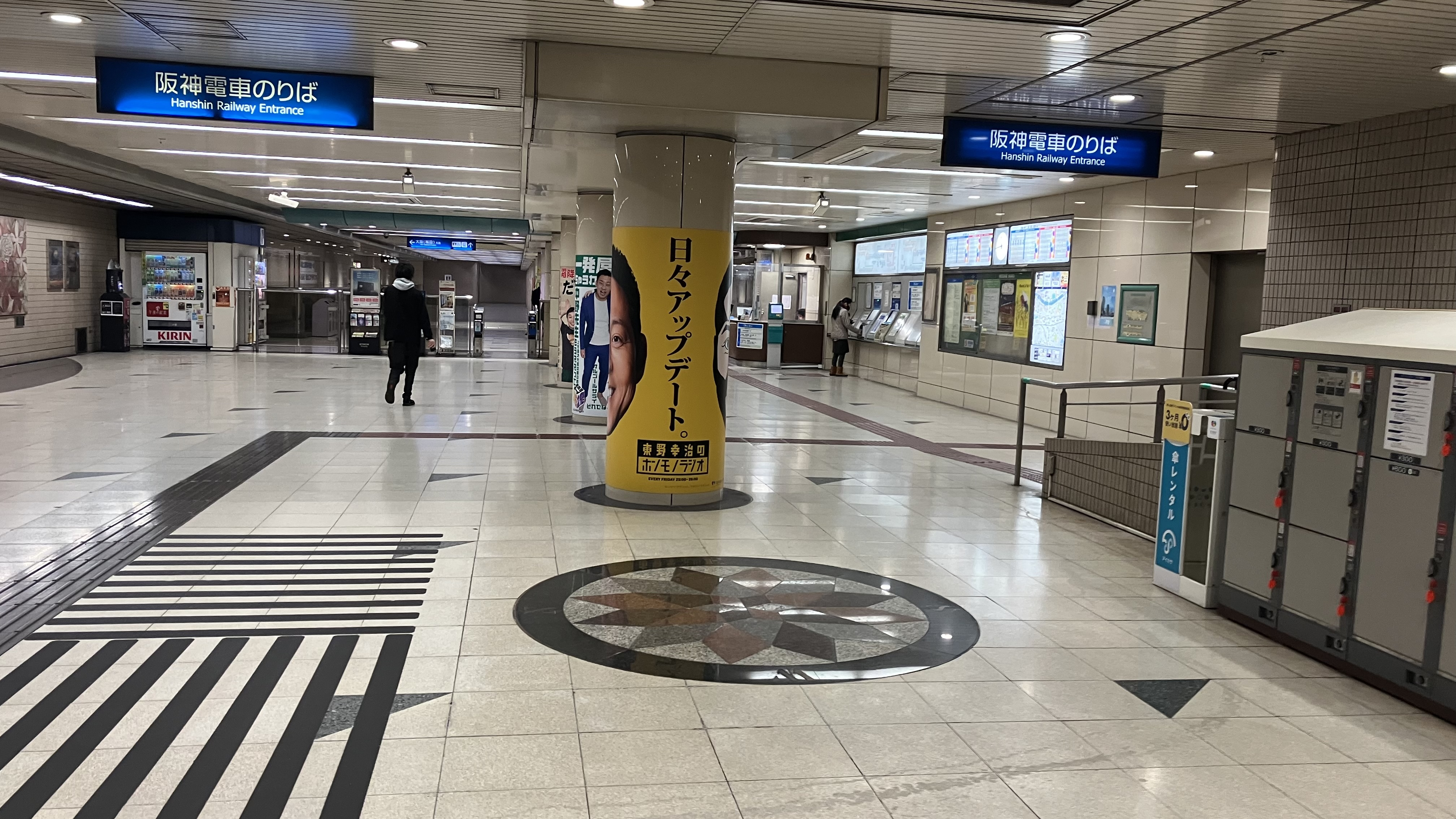
コンコース
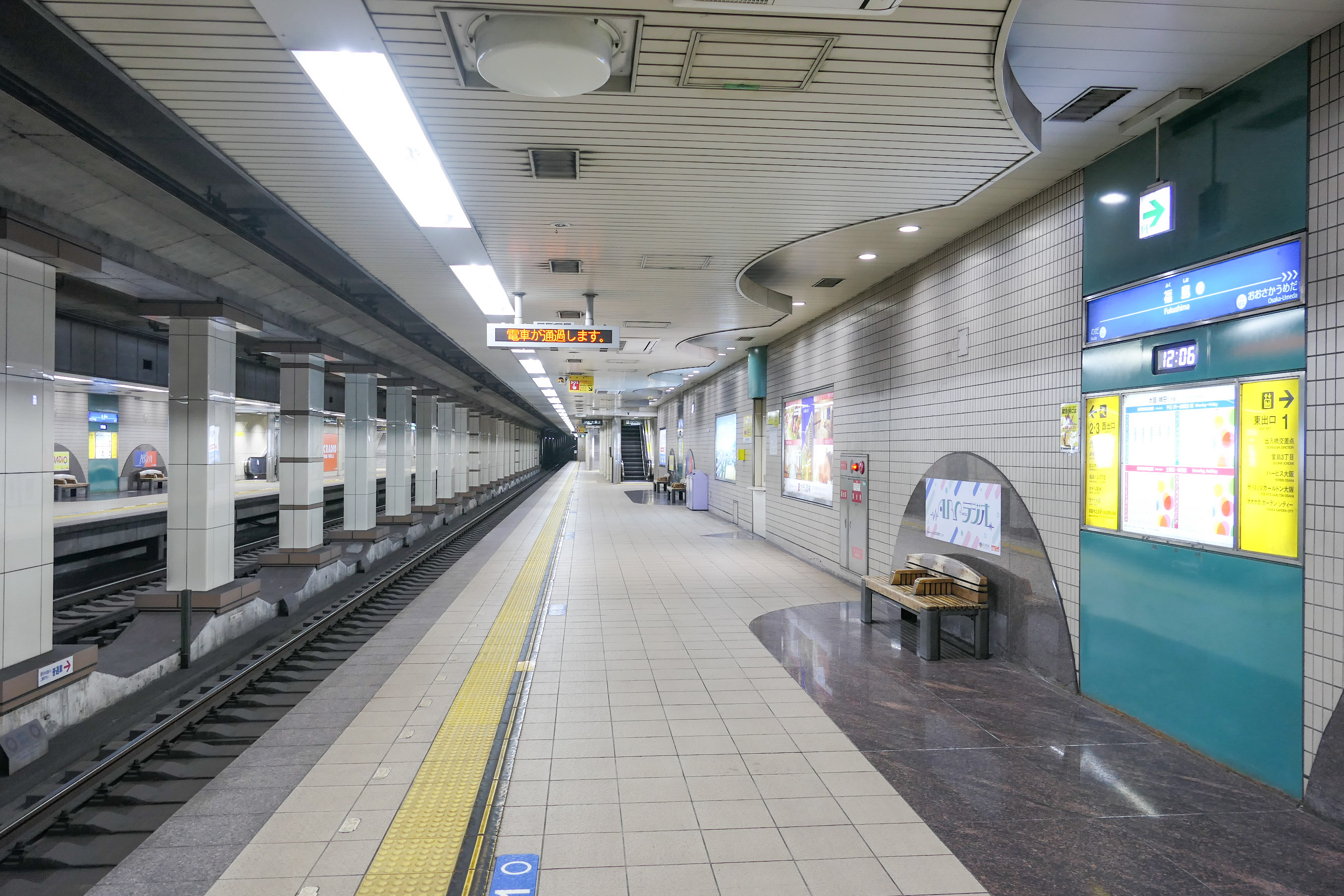
大阪方面ホーム
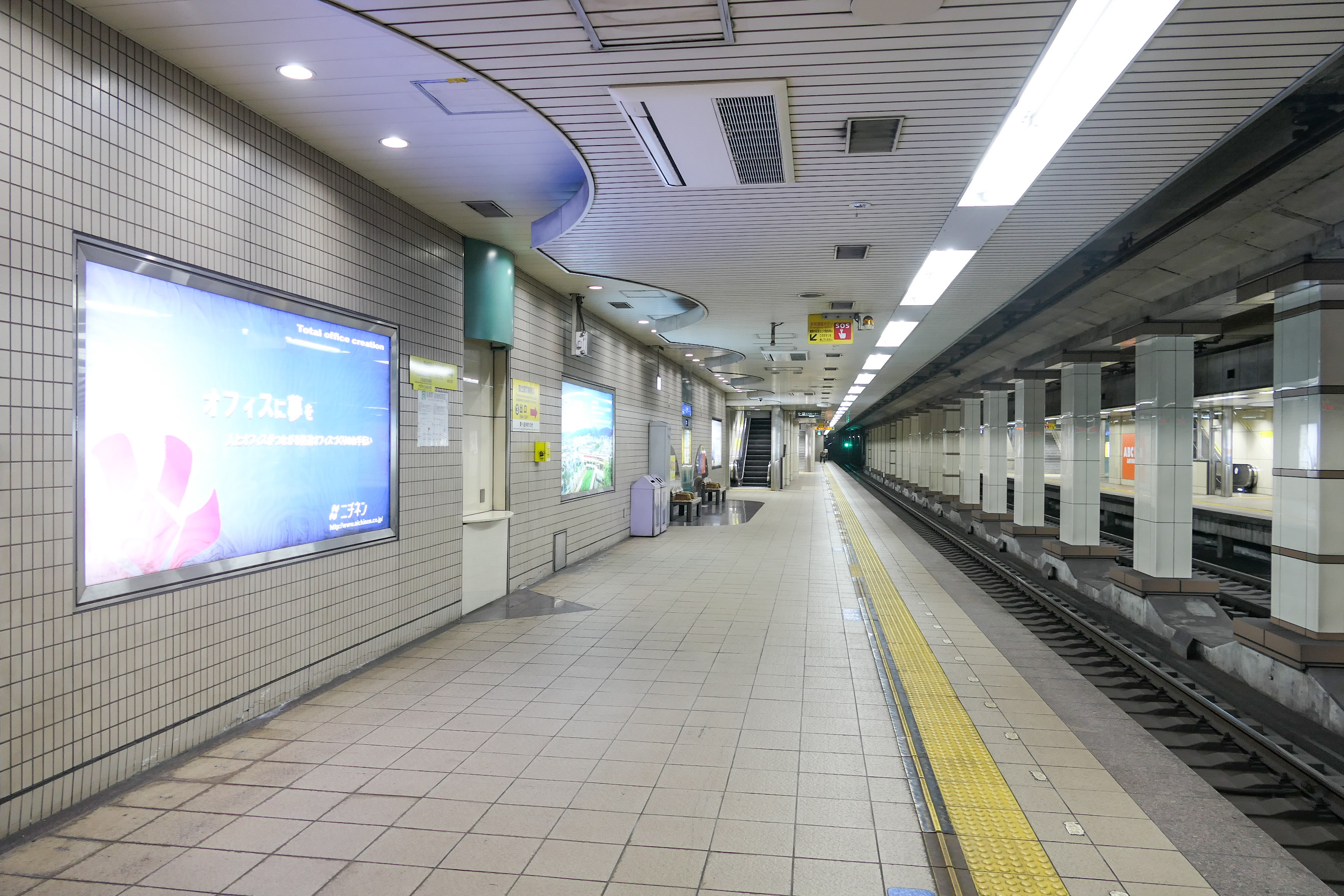
神戸方面ホーム
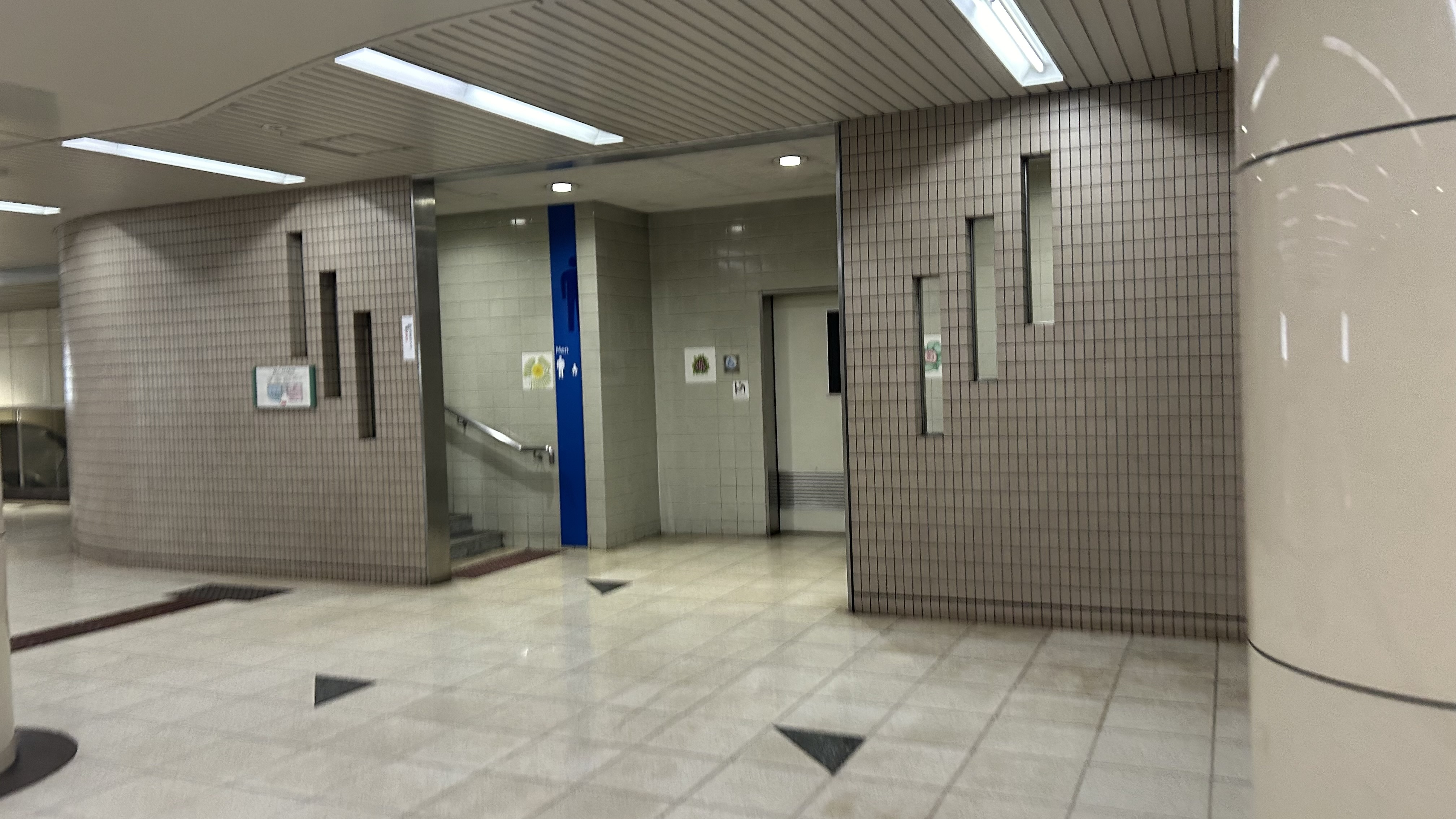
トイレ
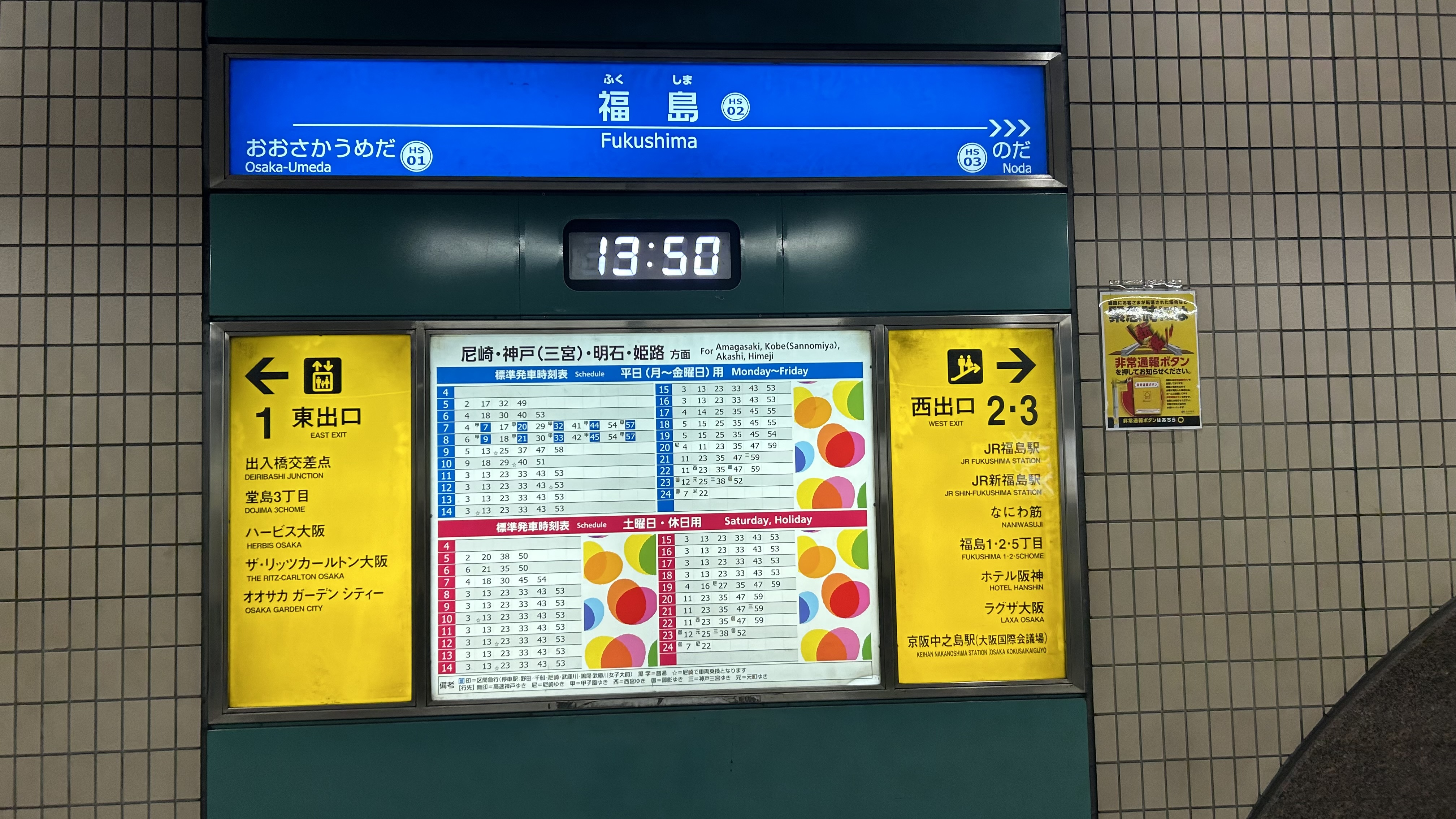
現在の駅名標
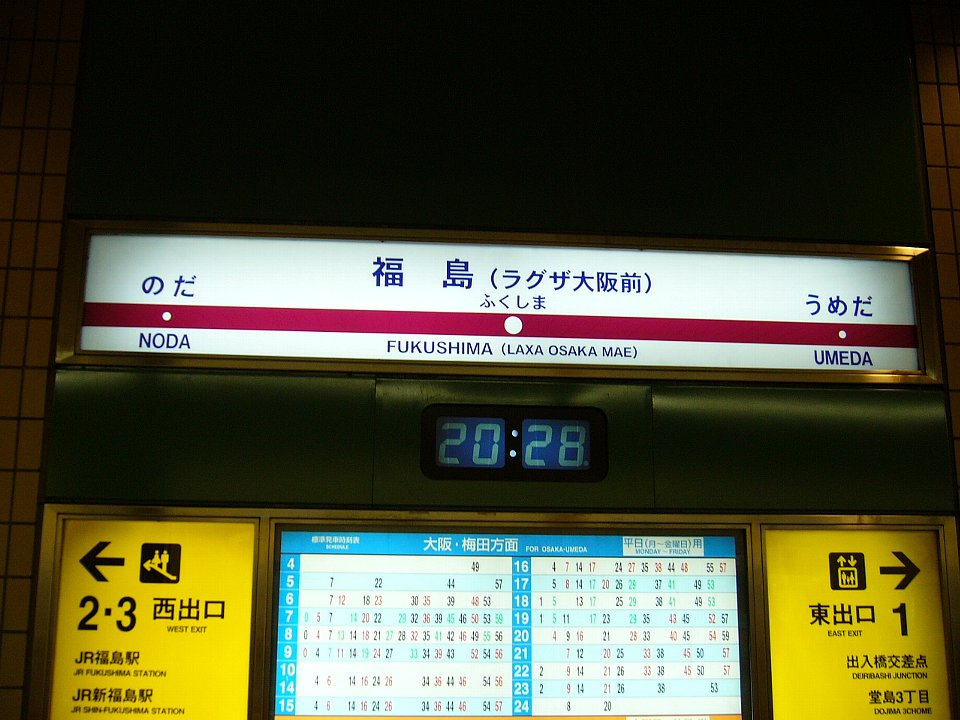
地下化当初の駅名標。当駅独特の様式であったが、のちに他の駅と同じデザインのものに取り替えられている。

### のりば
| 番線 | 路線  | 方向 | 行先                               |
| ---- | ----- | ---- | ---------------------------------- |
| 1    | ■本線 | 上り | 大阪（梅田）方面                   |
| 2    | ■本線 | 下り | 尼崎・神戸（三宮）・明石・姫路方面 |

※実際には構内に上記ののりば番号表記はないが、スマートフォン向けアプリ「阪神アプリ」の行先表示機能では、上りホームが1番線、下りホームが2番線とされている。
| ← 梅田方面 | 福島駅配線略図 | → 三宮・元町方面 |
| 凡例 出典: |                |                  |

## 利用状況
2000年代以降、中之島西部地区におけるオフィスビル開発の進行に伴い、当該地区への通勤者の中で当駅で乗降する者が増加している。ただし、京阪中之島線開業後の利用動向は不明である。
「大阪府統計年鑑」によると、2019年（令和元年）次の1日平均乗降人員は11,082人（乗車人員：5,075人、降車人員：6,007人）である。当駅から梅田行きの利用者は比較的少ない。
近年の1日平均乗降人員推移は下記の通り。
| 年次   | 1日平均 乗降人員 | 1日平均 乗車人員 | 出典   |
| ------ | ---------------- | ---------------- | ------ |
| 1990年 | 22,067           | 10,279           | [ 8 ]  |
| 1991年 | 24,666           | 11,694           | [ 9 ]  |
| 1992年 | 21,516           | 10,200           | [ 10 ] |
| 1993年 | 19,633           | 9,230            | [ 11 ] |
| 1994年 | 18,864           | 8,869            | [ 12 ] |
| 1995年 | 15,300           | 7,158            | [ 13 ] |
| 1996年 | 12,395           | 5,690            | [ 14 ] |
| 1997年 | 11,612           | 5,331            | [ 15 ] |
| 1998年 | 11,289           | 5,183            | [ 16 ] |
| 1999年 | 10,886           | 5,000            | [ 17 ] |
| 2000年 | 9,491            | 4,402            | [ 18 ] |
| 2001年 | 9,739            | 4,515            | [ 19 ] |
| 2002年 | 10,157           | 4,641            | [ 20 ] |
| 2003年 | 10,165           | 4,585            | [ 21 ] |
| 2004年 | 10,454           | 4,791            | [ 22 ] |
| 2005年 | 10,750           | 4,926            | [ 23 ] |
| 2006年 | 10,694           | 4,884            | [ 24 ] |
| 2007年 | 11,103           | 5,118            | [ 25 ] |
| 2008年 | 10,963           | 4,978            | [ 26 ] |
| 2009年 | 12,262           | 5,701            | [ 27 ] |
| 2010年 | 11,036           | 5,034            | [ 28 ] |
| 2011年 | 11,101           | 5,062            | [ 29 ] |
| 2012年 | 10,575           | 4,704            | [ 30 ] |
| 2013年 | 10,759           | 4,849            | [ 31 ] |
| 2014年 | 10,557           | 4,810            | [ 32 ] |
| 2015年 | 10,908           | 4,921            | [ 33 ] |
| 2016年 | 10,947           | 4,946            | [ 34 ] |
| 2017年 | 12,181           | 5,587            | [ 35 ] |
| 2018年 | 10,962           | 4,986            | [ 36 ] |
| 2019年 | 11,082           | 5,075            | [ 37 ] |
| 2020年 | 9,364            | 4,339            |        |

## 駅周辺
- ラグザ大阪
  - ホテル阪神大阪
- 浄正橋交差点
  - 曽根崎通（国道2号）
  - なにわ筋（府道41号）
- 福島天満宮
- 日本郵便 大阪福島駅前郵便局
- 日本郵便 大阪上福島郵便局

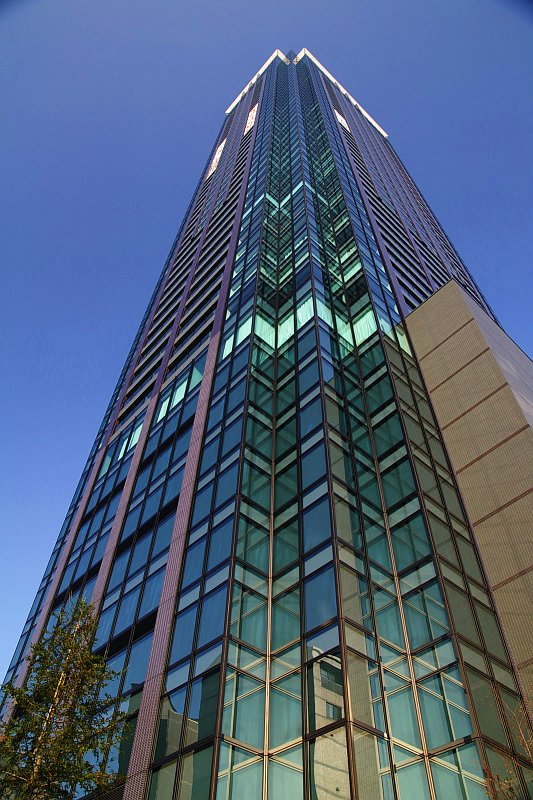
シティタワー西梅田

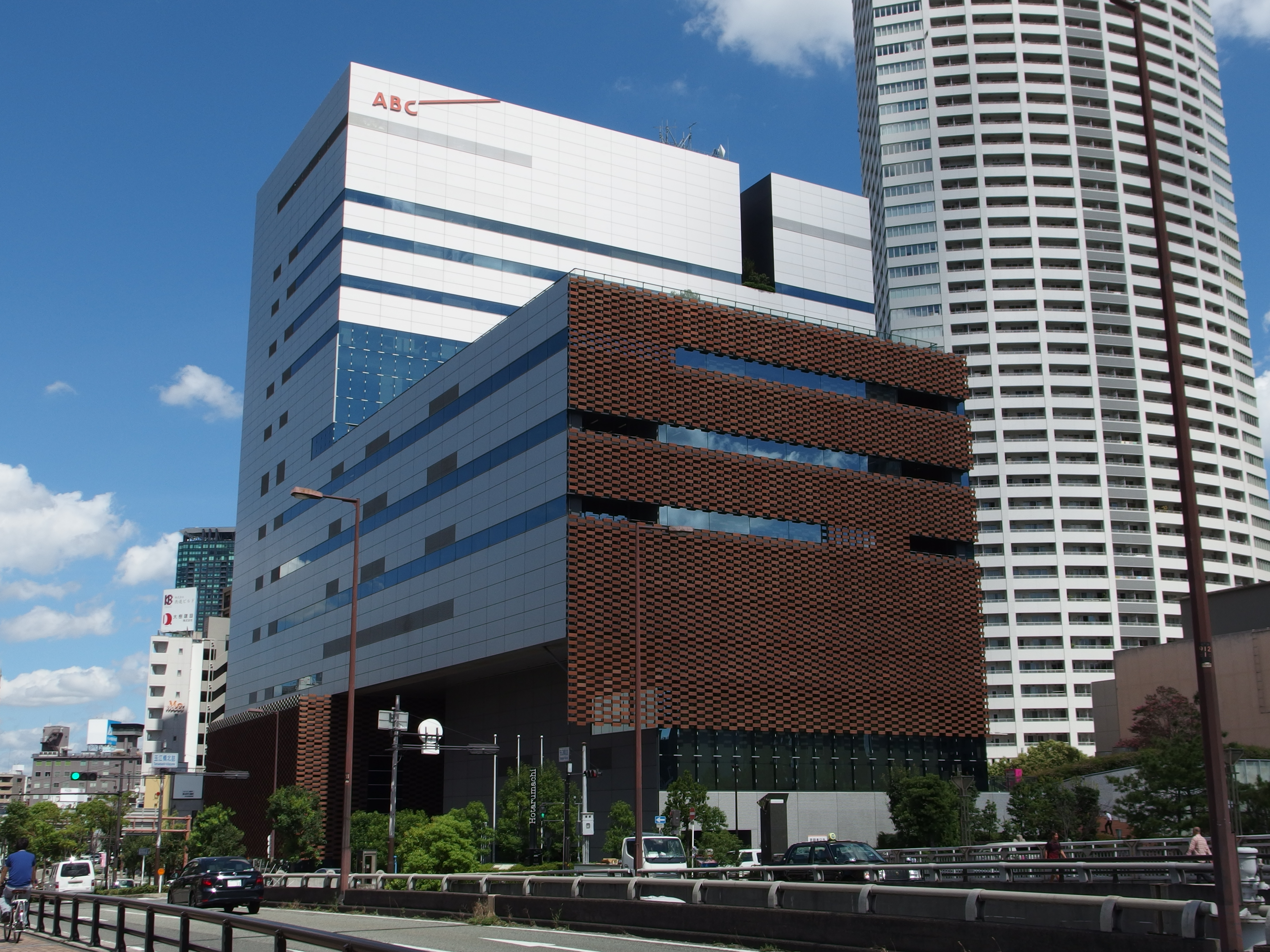
朝日放送グループホールディングス本社社屋

- ザ・シンフォニーホール（旧・ABCセンター）
- 関西将棋会館
- 関西電力病院
- 大阪中之島合同庁舎
  - 大阪高等検察庁
  - 大阪地方検察庁
  - 法務総合研究所大阪支所
  - 人事院近畿事務局
- ほたるまち 福島一丁目 再開発地区
  - 朝日放送グループホールディングス本社
    - 朝日放送ラジオ・朝日放送テレビ本社
    - ABCホール

  - 堂島リバーフォーラム
- ABCアネックスビル（朝日放送別館）
  - スカイ・エー本社
- シティタワー西梅田
- 毎日新聞ビル
  - 毎日新聞社 大阪本社
  - スポーツニッポン新聞社 大阪本社

## バス路線
最寄停留所は浄正橋、出入橋、ホテル阪神となる。以下の路線が乗り入れ、大阪シティバスおよび阪神バスにより運行されている。
浄正橋
- 大阪シティバス
  - 55号系統：大阪駅前行 / 鶴町四丁目行
  - 56号系統：大阪駅前行 / 酉島車庫前行

出入橋
- 大阪シティバス
  - 55号系統：大阪駅前行 / 鶴町四丁目行
  - 56号系統：大阪駅前行 / 酉島車庫前行
  - 75号系統：なんば行

ホテル阪神
- 阪神バス
  - 空港リムジンバス：大阪空港行

## 隣の駅
阪神電気鉄道
本線
■直通特急・■特急・■区間特急・■急行
通過
■区間急行・■普通
大阪梅田駅 (HS 01) - 福島駅 (HS 02) - 野田駅 (HS 03)
- 1948年まで、梅田駅（当時）と当駅の間に出入橋駅があった。